# Un monstre à Paris
Pour plus de détails, voir Fiche technique et Distribution.
Un monstre à Paris est un long métrage d'animation français réalisé par Bibo Bergeron, sorti en France le 12 octobre 2011. C'est un film d'animation en images de synthèse utilisant également la technique du cinéma en relief. 

## Résumés
L'intrigue se déroule à Paris durant la crue de la Seine de 1910. Émile, un timide projectionniste de cinéma, se passionne pour le tournage de films, et est amoureux de sa collaboratrice, Maud, à qui il n'ose cependant avouer ses sentiments. Émile a pour ami Raoul, un livreur et inventeur exubérant, qui se déplace dans un tacot bardé de bricolages improbables et surnommé Catherine. Raoul a pour amie d'enfance Lucille, une chanteuse de cabaret qui se produit à « L'Oiseau rare », le cabaret tenu par sa tante Carlotta. Lucille a du succès et sa tante fait tout pour la pousser dans les bras du préfet de police Victor Maynott, homme riche et puissant, mais dévoré par l'orgueil et l'ambition.
Un soir, Raoul, accompagné par Émile, va faire une livraison dans les grandes serres du Jardin des plantes. En l'absence du professeur botaniste qui y travaille (parti à New York pour une conférence), l'endroit est gardé par son adjoint, un nasique savant nommé Charles. Ravi de cette occasion de fouiner dans le laboratoire du professeur, Raoul déclenche des incidents étranges : une mixture donne à Charles une voix de chanteur d'opéra, un engrais instable fait pousser en un clin d'œil un tournesol géant, sous la caméra d'Émile. Mais, par mégarde, Raoul provoque une explosion. Tout le monde en sort indemne, mais Émile est persuadé d'avoir entrevu une créature monstrueuse. Quelques jours après, en lisant les témoignages terrifiés rapportés par les journaux, les deux amis comprennent avec effroi que la créature existe bien, et qu'ils sont responsables de son apparition.
Le préfet Maynott confie l'enquête à l'inspecteur Pâté, mais entretient à dessein la peur au sein de la population afin de se mettre en avant comme un homme providentiel et de remporter les prochaines élections municipales. Dans le même temps, il tente vainement de séduire Lucille. Lucille, de son côté, cherche sans succès un nouveau musicien pour l'assister. Un soir, elle refuse la candidature d'Albert, qui est serveur à  « L'Oiseau rare ». Albert, sortant par la porte de derrière, entrevoit le monstre et tente de se réfugier de nouveau à l'intérieur du cabaret, puis s'enfuit terrifié. Lucille, en lui ouvrant la porte, voit le monstre dissimulé par un manteau et un chapeau abandonnés par un passant horrifié. En apercevant sa véritable apparence, Lucille a d'abord une réaction d'horreur ; puis elle entend le monstre chanter (grâce à la mixture, également prise par Charles) et se rend compte non seulement qu'il n'est pas dangereux mais aussi qu'il possède une voix extraordinaire. Elle accueille alors dans sa loge le monstre, et le baptise Francœur, du nom de la rue où elle l'a trouvé. Francœur n'est autre qu'une puce que l'engrais instable du laboratoire a fait grandir jusqu'à une taille humaine. Le « monstre » se retrouve par hasard sur scène au moment du numéro de Lucille, mais il se révèle être un chanteur et un musicien extraordinaire et le duo remporte un succès éclatant. 
Malheureusement, quelques jours après, l'inspecteur Pâté lève la lumière sur les origines du monstre. Émile et Raoul sont arrêtés et conduits devant le préfet, mais celui-ci, dont leur création monstrueuse a servi les intérêts, décide de les récompenser et leur décerne la légion d'honneur. Raoul peut alors s'inviter à « L'Oiseau rare », Lucille lui ayant promis par défi de lui réserver la meilleure table le jour où il recevrait la légion d'honneur. Lucille met Émile et Raoul dans le secret de la véritable identité de Francœur. Mais le préfet, averti par Albert, vient fouiller le cabaret à la recherche du monstre, à la fois pour une récompense et pour se venger de Lucille de ne l’avoir pas choisi pour être sur scène avec elle, et comme il est introuvable, Albert est arrêté pour fausse alerte. Francœur, Émile et Raoul s'échappent de justesse. Quelques jours après, le préfet Maynott inaugure le funiculaire de Montmartre, qui doit desservir la butte Montmartre et la basilique du Sacré-Cœur, dont Lucille chantera pour l’inauguration. Les trois amis, accompagnés du singe Charles, décident de profiter de l'occasion pour mettre en scène la mort du monstre en l'escamotant par une trappe. Mais le préfet Maynott découvre la supercherie et se met en tête d'abattre lui-même le monstre. Une course-poursuite effrénée s'engage à Montmartre, puis dans les rues de Paris et sur la Seine en crue. Elle mène les adversaires, à pied, en funiculaire, puis en voiture et en dirigeable, jusqu'au sommet de la tour Eiffel. Pendant ce temps, Maud, à qui Émile avait enfin eu le courage de donner une lettre sur un rendez-vous, s'est rendue elle aussi à cet endroit, persuadée que la tour Eiffel sur la lettre est le point de rendez-vous puisque Émile a oublié de choisir l’emplacement. Après de nombreux rebondissements, le préfet, devenu fou de mégalomanie et de colère, est arrêté par l'inspecteur Pâté, plus intègre que lui. Émile et Maud tombent dans les bras l'un de l'autre. Mais pendant l'affrontement, les effets de la mixture du professeur se sont dissipés peu à peu, et Francœur, reprenant sa taille d'origine, disparaît. Tout le monde le croit mort, tué par Maynott. 
Le soir à « L'Oiseau rare », Lucille est inconsolable après la disparition de Francœur. Raoul la convainc de chanter tout de même, en son nom ; alors qu'elle peine à entonner sa chanson, elle entend une voix fredonner à son oreille : c'est Francœur, caché dans une de ses boucle d’oreille, qui chante toujours. Quelque temps après, le professeur du Jardin des Plantes rentre de voyage, et, lorsque les trois amis lui expliquent la situation, il recompose la mixture capable de redonner à Francœur une taille humaine : Francœur peut continuer à chanter avec Lucille. Peu après, Raoul et Lucille s'avouent leurs sentiments mutuels. Pâté, quant à lui, devient le nouveau préfet de Paris et séduit la tante de Lucille.
Au milieu du générique ; Lucille, Raoul, Émile, Maud, Charles, Francœur, Pâté et Carlotta prennent le dirigeable pour lancer des graines dans la Seine afin de faire pousser des tournesols géants pour diminuer le niveau du crue.
À la fin du générique, on retrouve Albert, un bandit — vu souvent pendant le film — et l'ancien préfet en prison, tous dans la même cellule. Maynott est agacé par les deux autres, qui chantent insupportablement.

## Fiche technique
- Titre original : Un monstre à Paris
- Titre anglais : A Monster in Paris
- Réalisation : Bibo Bergeron
- Scénario : Bibo Bergeron et Stéphane Kazandjian
- Musique : -M- et Patrice Renson
- Storyboard : Bruno Dequier
- Animation : Bruno Dequier (chef animateur), Christophe Lourdelet (character designer)
- Décors : François Moret
- Production : Luc Besson
- Sociétés de production : Bibo Films, EuropaCorp, uFilm, France 3 Cinéma
- Société de distribution : EuropaCorp Distribution (France)
- Budget : 28,22 millions d'euros[2]
- Date de sortie[3] :
  - France : 12 octobre 2011
- Date de sortie DVD : 15 février 2012

## Distribution (voix)
- -M- : Francœur
- Vanessa Paradis : Lucille
- Gad Elmaleh : Raoul
- Sébastien Desjours : Émile Petit
- Ludivine Sagnier : Maud
- Bruno Salomone : Albert
- Julie Ferrier : Carlotta
- François Cluzet : Victor Maynott
- Philippe Peythieu : le narrateur et l'inspecteur Pâté
- Sophie Arthuys : madame Omelette, la fleuriste
- Bernard Métraux : le crieur de journaux, le mari
- Patricia Piazza : l'épouse
- Patrick Delage : le policier de garde
- François Delaive : le journaliste
- Bibo Bergeron : le vendeur

## Production

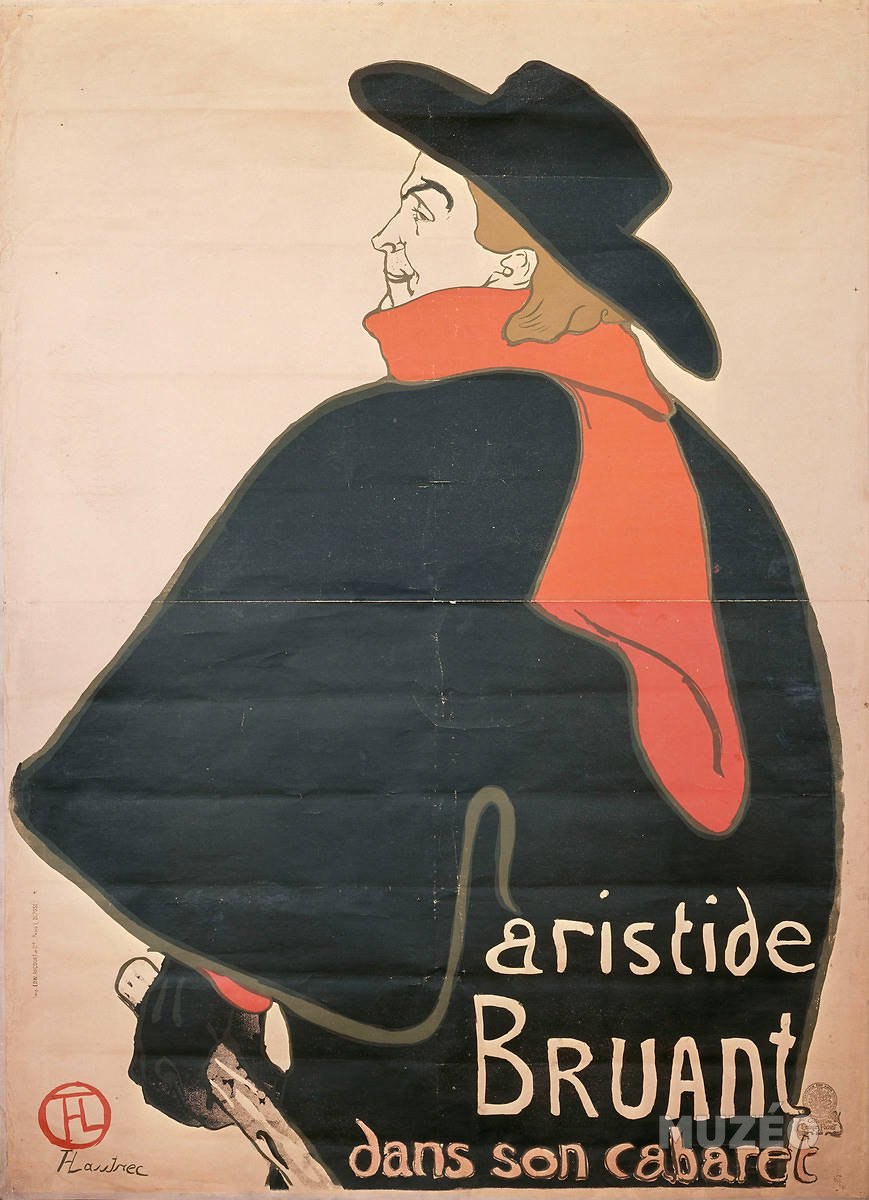
Aristide Bruant dans son cabaret, affiche de Toulouse-Lautrec (1892). Le costume de scène de Bruant inspire le déguisement de Francœur dans le film.

Le réalisateur Bibo Bergeron conçoit le projet d’Un monstre à Paris dès 1993, lorsqu'il crée son propre studio, Bibo Films, qui produit des séries télévisées et des films publicitaires ; mais il ne lance réellement le projet qu'en 2005, vers la fin de son séjour aux États-Unis, où il a travaillé pour DreamWorks Animation de 1997 à 2005. Bergeron souhaite réaliser un film à mi chemin entre les grosses productions américaines et les films d'auteur, et veut le réaliser en France en s'appuyant sur sa société Bibo Films. Les premiers éléments de l'histoire à être fixés sont le lieu, Paris, et l'époque, le début du XXe siècle, sur laquelle Bergeron rassemble une abondante documentation ; il a très tôt en tête le principe d'un film proche de la comédie musicale, ainsi que le concept du personnage central, un monstre au grand cœur. Bibo Bergeron rédige seul un premier synopsis du scénario en août 2005, puis il le retravaille avec Stéphane Kazandjian ; tous deux parviennent à la première mouture exploitable du scénario à l'été 2006. Dès octobre 2005, Bergeron contacte le chanteur Matthieu Chedid afin de lui demander de composer les chansons du film ; il entre en contact avec Vanessa Paradis peu après, et les deux artistes travaillent ensemble à la composition et à l'enregistrement des chansons. 
L'équipe travaille alors à l'univers visuel du film (personnages, décors, accessoires, ambiances de couleur) pendant un an et demi. Bergeron dit avoir été principalement influencé par Franquin pour les graphismes des personnages, et puise son inspiration chez les peintres impressionnistes comme Alfred Sisley pour les ambiances de couleurs et les décors. L'apparence et la gestuelle du monstre et de la chanteuse Lucille s'inspirent respectivement de celles de Matthieu Chedid et de Vanessa Paradis, qui leur prêtent leur voix dans le doublage français. La conception visuelle d'un monstre attendrissant s'avère délicate. Son apparence définitive est le résultat des apports de plusieurs membres de l'équipe : son allure de sauterelle est une idée d'un dessinateur de l'équipe, tandis que Bibo Bergeron a l'idée de s'inspirer du costume du chanteur de cabaret Aristide Bruant pour le déguisement que lui confectionne Lucille.
La recherche de financements pour le film se fait dans le même temps. Le budget d’Un monstre à Paris, 28 millions d'euros, est très important pour une production française, et s'avère donc difficile à boucler. Bergeron doit même mettre le projet en pause pendant neuf mois car il peine à réunir des fonds ; il est heureusement avantagé par son expérience passée chez DreamWorks. La production du film est finalement lancée au début de l'année 2009, et dure jusqu'à la fin août 2010. Un monstre à Paris est le troisième film français le plus cher produit en 2010.
Afin de répondre aux exigences du coproducteur EuropaCorp, ce sont les voix anglaises qui sont enregistrées avant l'animation proprement dite, ce qui rend le film plus aisé à vendre dans les pays anglo-saxons ; Bibo Bergeron supervise le choix des comédiens de doublage et l'enregistrement a lieu à Los Angeles. Les voix françaises sont enregistrées une fois le film terminé. Vanessa Paradis est la seule actrice à assurer à la fois la voix anglaise et la française.
L'animation a lieu dans un studio d'animation créé à Montreuil par Bibo Films pour les besoins du projet ; elle mobilise une équipe de 140 personnes. Le storyboard fait l'objet de plusieurs versions ; une fois fixé, il est ensuite respecté rigoureusement au montage, ce qui évite de devoir couper des scènes terminées. Pour l'animation en images de synthèse, les animateurs emploient le logiciel XSI complété par des plugins créés pour les besoins du film.
Le film est distribué par EuropaCorp.

## Mélodie
La bande originale est composée par Matthieu Chedid. Elle a été éditée en album sur le label Barclay, avec 22 titres, dont la chanson La Seine, duo entre Matthieu Chedid & Vanessa Paradis, qui est également sortie en simple.
1. Philippe Peythieu – Les Actualites (0:28)
2. Patrice Renson – La Valse De Paris (0:42)
3. Vanessa Paradis – La Seine Cabaret (1:17)
4. M – Emile Et Raoul (2:01)
5. Patrice Renson – Sur Les Toits (1:29)
6. Patrice Renson – Maynott (1:05)
7. Patrice Renson – La Rencontre (1:46)
8. M – Un Monstre A Paris (2:19)
9. Vanessa Paradis – Lucille ‘Le Bapteme’ (0:12)
10. Patrice Renson – Francoeur – Lucille (2:11)
11. M – Brume A Paname (1:01)
12. M – Cabaret (1:02)
13. Vanessa Paradis – La Seine (2:48)
14. Patrice Renson – Perquisition (0:59)
15. M – Sacre Coeur (0:55)
16. Vanessa Paradis – Papa Paname (2:20)
17. M – Sur Le Fleuve – Tournesol (1:16)
18. Patrice Renson – Tour Eiffel Infernale (2:29)
19. M – L’Amour Dans L’Ame (1:30)
20. M – Flashback (1:38)
21. Vanessa Paradis – Un P’tit Baiser (2:24)
22. M – Funky Baiser (5:14)

## Accueil

### Accueil critique

#### En France
Les avis des critiques de presse sont en moyenne assez favorables, et vont du médiocre à l'excellent : consulté août 2014, le site AlloCiné confère à Un monstre à Paris une note moyenne de 3,4 sur une échelle de 5, fondée sur dix-huit titres de presse, dont un seul (le quotidien 20 minutes) lui décerne un 5, tandis que six lui donnent la note de 4 et dix une note de 3.
Parmi les meilleures critiques figure celle du quotidien gratuit 20 minutes, qui voit dans le film un « petit bijou de poésie tout en charme et en chansons », dont le critique loue l'« univers fantaisiste pétri d'humour et d'originalité ». Dans Le Figaroscope, Emmanuèle Frois signe une critique très favorable, où elle apprécie l'originalité de l'histoire, le pur moment de poésie ménagé par la musique de -M- et le duo réussi formé par Matthieu Chedid et Vanessa Paradis ; elle ne regrette que le petit nombre de ces chansons. Dans La Croix, Corinne Renou-Nativel signe une critique très positive, où elle apprécie l'univers visuel du film, les dialogues « ciselés » et l'histoire « sans temps mort » ; elle conclut en indiquant que « les notes d’humour, la fraîcheur des images, le duo envoûtant que forment -M- et Vanessa Paradis, la poésie qui nimbe le tout font de ce film un joli rendez-vous pour les grands et les petits ».
Dans le supplément télévision de l'hebdomadaire Le Nouvel Observateur (TéléCinéObs), Xavier Leherpeur accorde au film deux étoiles sur quatre : il l'estime « débordant de trouvailles visuelles, d'humour et de poésie », et en apprécie l'univers et la musique, mais juge la séquence finale « moins grandiose qu'elle n'aurait pu (et dû) l'être ». Dans le quotidien Le Monde, Thomas Sotinel juge l'histoire « étrange et peu cohérente » et estime que le film souffre de son manque de moyens par rapport aux grosses productions de studios américains comme DreamWorks ; il concède au film une capacité à éveiller « l'appétit de merveilleux » du spectateur, mais regrette que cet appétit soit souvent frustré. 
Parmi les critiques les plus sceptiques, Florence Colombani, dans Le Point, reconnaît à Bibo Bergeron « un vrai sens esthétique » (qu'elle apprécie en particulier dans la séquence d'ouverture du film) et loue le « message humaniste [du film] en direction des plus jeunes » ; mais elle trouve l'histoire « un peu mince » et juge qu'en définitive « le film manque de structure dramatique pour retenir tout à fait le spectateur ». Le critique de Ouest France, qui donne au film deux étoiles sur quatre, voit dans le scénario « une énième variation sur un thème un peu usé » et regrette que le film concède trop aux conventions hollywoodiennes, sans développer suffisamment la french touch de l'histoire, de sorte que le résultat est jugé « trop sage et trop [retenu] dans son formatage » ; l'article apprécie cependant la qualité de la bande originale.

#### Dans le reste du monde
En Grande-Bretagne, où le film sort fin janvier 2012, Un monstre à Paris reçoit un assez bon accueil dans la presse. Consulté début février, le site de critiques Rotten Tomatoes conférait au film une note moyenne de 87 % basée sur 23 critiques de presse. Les critiques favorables mettent au crédit du film ses graphismes et ses chansons réussies ainsi que la poésie et la part d'originalité de son scénario. La critique de Peter Bradshaw, dans le Guardian, donne au film trois étoiles sur cinq, et indique : « le film a quelque chose du Bossu de Notre-Dame de Hugo, et aussi de King Kong, mais il a un style excentrique qui lui est propre : un film pour enfants convenable ». Les critiques défavorables portent généralement sur les faiblesses du scénario, jugé chaotique ou trop convenu. Chris Tookey, dans le Daily Mail, apprécie chansons et graphismes mais reproche au film son intrigue « vieux chapeau » (en français dans le texte), ses gags rares et son personnage de méchant qui lui semble décevant.

### Box-office
Un monstre à Paris sort en France le 12 octobre 2011. Durant sa première semaine d'exploitation, le film est exploité sur 617 copies et rassemble 300 502 entrées, ce qui constitue un bon début. À Paris, il est exploité sur 18 copies et cumule 2655 entrées, le second meilleur démarrage parisien de la semaine après celui de The Artist. En deuxième semaine, le film recueille 424 812 entrées, pour un total cumulé de 755 314. En troisième semaine, le film rassemble 506 217 entrées, et dépasse la barre du million de spectateurs avec un total cumulé de 	1 261 531 entrées. En quatrième semaine, le film rassemble 148 072 entrées et en cumule ainsi 1 409 603 après un mois d'exploitation, ce qui constitue un bon chiffre. Au cours des trois semaines suivantes, fin novembre et début décembre, le film recueille encore 113 831 puis 52 688, puis 22 126 entrées, pour un total de 1 639 161 entrées au cours de son exploitation en salles.
| Pays ou région      | Box-office        |
| ------------------- | ----------------- |
| France              | 1 773 528 entrées |
| Royaume-Uni Irlande | 534 739 entrées   |
| Belgique            | 124 085 entrées   |
| Italie              | 84 920 entrées    |
| Turquie             | 45 692 entrées    |
| Portugal            | 33 646 entrées    |
| Pays-Bas            | 29 171 entrées    |
| Hongrie             | 24 658 entrées    |
| Total hors France   | 1 506 439 entrées |
| Total Monde         | 3 279 967 entrées |

### Distinctions
- César 2012 :
  - Nomination au César du meilleur film d'animation
  - Nomination au César de la meilleure musique

## Autour du film
- Le lettrage du titre du film reprend celui conçu par Hector Guimard en 1900 pour les enseignes des entourages du métro parisien.
- Par son scénario (la rencontre entre la jeune chanteuse et le personnage mystérieux), les lieux mis en scène et l'usage des prénoms de Raoul et de la Carlotta, il est évident que l'auteur s'est très largement inspiré du roman de Gaston Leroux Le Fantôme de l'Opéra, écrit en 1910. Cette intrigue policière a déjà fait l'objet de nombreuses adaptations, dont la création d'une comédie musicale en 1985 puis en 1986 par Andrew Lloyd Webber ; cette dernière version est devenue un tel succès qu'elle a elle-même été adaptée au cinéma et dans le milieu musical.
- L'ambition de Maynott, préfet de Paris qui mène campagne pour être élu maire de la ville, est un anachronisme. Il n'existe pas en effet de maire de Paris à cette époque[22].
- Lorsque Lucille « emprunte » le vélo d'un policier pour une course poursuite, on relève un clin d’œil en forme d'hommage rendu à Bourvil.
- Lorsque Maynot tire sur Francoeur, il tire 7 fois avec un revolver six-coups avant de recharger
- Le film prend quelques libertés avec la chronologie réelle. Dans le film, qui se déroule en 1910 au moment de la crue de la Seine, Lucille chante pour l'inauguration du funiculaire de Montmartre. En réalité, ce funiculaire a été ouvert en juillet 1900, et existait donc depuis déjà dix ans en 1910.
- Parmi les perruques que Lucille fait essayer au « Monstre » pour le dissimuler, l'une est un clin d’œil aux premières apparitions sur scène du chanteur -M- qui justement double la voix du Monstre dans la version française. Mais Lucille ne retient pas cette perruque qu'elle juge "trop excentrique".

## Éditions en vidéo
En France, le film est édité en DVD et en Blu-Ray par EuropaCorp en février 2012.